# Praise Music Awards
Los Praise Music Awards son una gala de premios organizada por Praise Music Worldwide, fundados en 2006 en Puerto Rico y realizados ininterrumpidamente hasta 2016, y en Colombia desde 2017. Los premios están enfocados en reconocer los valores de la música, medios de comunicación y personas que han realizado un trabajo que debe ser resaltado.
Es el primer premio dedicado exclusivamente a la música cristiana en Puerto Rico, y al mudarse a Colombia, sigue siendo también una gala especializada y pionera en este país. Al pasar de los años, han aumentado sus categorías para incluir medios de comunicación y prensa, además de otras esferas de trabajo relacionadas con lo artístico. 

## Historia
La primera versión de los premios se realizó el 14 de enero del 2006 en el teatro Ramon Rivero “Diplo” en el pueblo de Naguabo, con la participación de diferentes exponentes de la música cristiana en Puerto Rico, convirtiéndose en los premios oficiales de la música Cristiana en el territorio. Desde ese entonces se realizó versión tras versión hasta la última edición realizada en el país en el año 2016.
En el año 2017, no se pudo llevar a cabo los premios en Puerto Rico debido a que la isla fue atacada por el Huracán María. Por tal motivo, el vicepresidente, Gabriel Martínez, toma la iniciativa de realizar los premios por primera vez en Colombia. En el año 2018, se realiza la primera versión de los premios en Barranquilla, en el año 2019 para el mes de noviembre, los premios tienen la pérdida de su fundador y presidente Enrique Bobe. El vicepresidente Gabriel Martínez decide continuar el legado y visión.
En el 2020, se llevaron a cabo los premios virtuales por motivos de la pandemia de COVID-19. En 2021, se realizó de manera presencial, cumpliendo con todos los protocolos de seguridad, y con la transmisión por streaming.

## Categorías
Con la intención de abarcar la mayoría de ámbitos a evaluar por una junta directiva especializada, los Praise Music Awards poseen, además de las categorías musicales como Canción del Año, Cantante del año (masculino y femenino), Mejor canción del año, entre otros, categorías especiales para Locutor del año, Periódico del año, y otros gremios importantes en los medios de comunicación. En diversas galas, también se hacen reconocimientos especiales a la trayectoria. 

## Sedes

### Puerto Rico
Desde 2006, su primera edición, se realizó en diversas instalaciones de la isla caribeña, como Naguabo, Juncos, entre otros. Fue hasta la edición 2016, la última, que se realizó en Puerto Rico por motivos del Huracán María. En este país se realizaron 7 entregas, contando con la participación de Alex Zurdo, Redimi2, Zammy Peterson, René Gonzalez, Unción Tropical, entre otros artistas de música cristiana, generalmente, puertorriqueños.

### Colombia
En 2017, se realizó por primera vez esta ceremonia en un país sudamericano, siendo Colombia la nueva sede donde anualmente se realizaría el evento. El primer evento se realizó en Barranquilla. El segundo en Bogotá. Actualmente, se registran 6 entregas de este premio. La edición actual será realizada en 2023.